# シス (化学)
シス (cis) とは、有機化合物や無機化合物の立体化学について、2個の置換基の位置関係を示す用語のひとつで、「トランス」(trans) との対として用いられる。

## 幾何異性体
アルケンなどが含む炭素-炭素二重結合は、通常の条件下では回転（分子内回転、内部回転）できないため、それぞれの炭素上に置換基が存在するときに2通りの幾何異性体（シス-トランス異性体）が区別できることがある。幾何異性体のうち、シス型のものをシス体、トランス型のものをトランス体と呼ぶ。下に、シス体、トランス体の構造を示す。
このように、二重結合を軸として同じ側に2個の置換基がある場合をシス、反対側にある場合をトランスと呼ぶ。
ほか、環状化合物（シクロ化合物）などでも幾何異性体が存在する。詳細は項目：幾何異性体を参照されたい。

## 立体配座
X-A-B-Y と原子が配列した分子の立体配座のうち、X-A-B と A-B-Y の二面角が 0°に近いものを、シス型、シス配座あるいは重なり型、シン型、エクリプス型と呼ぶ。このときの X-A-B-Y の配置は上述した二重結合のシス体の構造と似ている。立体配座についての詳細は項目：立体配座を参照
シス型の化合物をトランス型のものと区別する場合、シソイド (cisoid) と呼ぶことがある。例えば、ディールスアルダー反応において、1,3-ブタジエンはシソイドとならなければジエノフィルと反応しない。そのために反応性がシクロペンタジエンに比べて劣る。

## 錯体化学

シスプラチンの構造式

白金やパラジウムなど、平面四配位型の錯体において、2個の同種の配位子が隣接する配位点、すなわち対頂点ではない配位点に位置するとき、その位置関係を「シス」と称する。シスプラチンはシス型の錯体の一例である。両錐型の錯体でも同様に、隣接する2配位点に同種の配位子が位置することを「シス」と呼ぶ。ある配位子が、主に立体的な効果によりシスの位置で起こる配位子交換反応の速度などへ影響を及ぼすことを「シス効果」と呼ぶ。